# Gesa Ederberg
Gesa Shira Ederberg (* 1968 in Tübingen) ist eine deutsche Rabbinerin. 
Ederberg ist konservativ-egalitäre Gemeinderabbinerin der Jüdischen Gemeinde zu Berlin, tätig in der Neuen Synagoge Oranienburger Straße. Zudem ist sie Vizepräsident und Schatzmeister der European Region of the Rabbinical Assembly und Gründungsmitglied der Allgemeinen Rabbinerkonferenz Deutschland innerhalb des Dachverbandes der Deutschen Rabbinerkonferenz des Zentralrats der Juden in Deutschland.

## Biographie
Gesa Ederberg studierte evangelische Theologie, Physik und Judaistik in Tübingen, Bochum, Berlin und New York. 1992 konvertierte sie zum Judentum. Von 1998 bis 2002 war sie Rabbinatsstudentin am Schechter Institute for Jewish Studies in Jerusalem. Nach ihrer Semicha im Jahre 2002, der formellen Ordination zur Rabbinerin, amtierte sie zunächst in der jüdischen Gemeinde in Weiden in der Oberpfalz.
Von 2002 bis 2008 war sie Geschäftsführerin des Vereins Masorti e. V. In dieser Eigenschaft gründete sie den Masorti-Kindergarten in Berlin, der doppelt bilingual arbeitet. Die dort betreuten Kinder im Alter von 1 bis 6 Jahren sprechen Iwrit-deutsch und englisch-deutsch.
Für ihr interreligiöses Engagement für Geschlechtergerechtigkeit wurde sie 2020 vom Berliner Abgeordnetenhaus mit der Louise-Schroeder-Medaille geehrt.
Während der Coronakrise 2020 wirkte sie bei einem viel beachteten und vom Fernsehen live übertragenen interreligiösen Gottesdienst in der Kirche Maria Regina Martyrum in Berlin-Charlottenburg mit.
Ederberg ist mit dem Rabbiner Nils Jakob Ederberg verheiratet und hat drei Kinder.

## Publikationen
- Wenn nicht jetzt, wann dann? Zur Zukunft des deutschen Judentums. Charlotte Knobloch, Micha Brumlik, Gesa S. Ederberg im Gespräch mit Wilfried Köpke. Herder, Freiburg im Breisgau/Basel/Wien 2007, ISBN 978-3-451-29395-5, S. 89–142 (eingeschränkte Vorschau in der Google-Buchsuche).